# Subaru Park
Subaru Park (trước đây có tên gọi là PPL Park và Sân vận động Talen Energy) là một sân vận động dành riêng cho bóng đá nằm ở Chester, Pennsylvania, Hoa Kỳ, sát bên Cầu Commodore Barry dọc theo bờ Sông Delaware. Sân là sân nhà của Philadelphia Union thuộc Major League Soccer.
Subaru Park là bước khởi đầu để phát triển kinh tế ở khu vực ven sông, tiếp theo là kế hoạch xây dựng một con đường đi bộ ven sông cùng với các dự án giải trí, cửa hàng và chung cư. Sân vận động được xây dựng bởi Công ty T.N. Ward, có trụ sở tại Ardmore. Dự án có vốn đầu tư bao gồm 30 triệu đô la từ Quận Delaware và 47 triệu đô la từ Thịnh vượng chung Pennsylvania. Subaru of America là nhà tài trợ hiện tại có quyền đặt tên cho sân vận động.